# 三齿豹蛛
三齿豹蛛（学名：Pardosa tridentis）为狼蛛科豹蛛属的动物。分布于印度、尼泊尔、喀什米尔以及中国大陆的西藏等地，多栖息于草丛。该物种的模式产地在印度。